# Dypsis bosseri
Dypsis bosseri – gatunek palmy z rzędu arekowców (Arecales). 
Występuje endemicznie na Madagaskarze, w prowincji Toamasina.
Rośnie w bioklimacie wilgotnym. Występuje na wysokości do 500 m n.p.m.